# Oryzias woworae
Oryzias woworae, ook wel bekend als Daisy's rijstvisje is een straalvinnige vissensoort uit de familie van de schoffeltandkarpers (Adrianichthyidae). De wetenschappelijke naam van de soort is voor het eerst geldig gepubliceerd in 2010 door Parenti & Hadiaty.